# Station Ardwick
Ardwick is een station van National Rail in Ardwick, Manchester in Engeland. Het station is eigendom van Network Rail en wordt beheerd door Northern Rail. Het station is geopend in 1842. 